# William Edward Burghardt Du Bois
William Edward Burghardt Du Bois, často vystupující pod zkratkou svých křestních jmen W. E. B. Du Bois (23. února 1868, Great Barrington, – 27. srpna 1963, Accra) byl americko-ghanský sociolog, historik, spisovatel, politický aktivista a bojovník proti rasismu a za práva černošské menšiny v USA. Byl prvním černošským doktorem na Harvardově univerzitě, posléze se stal profesorem na černošské univerzitě v Atlantě. Roku 1905 spoluzakládal známé Niagarské hnutí (Niagara Movements) a roku 1909 National Association for the Advancement of Colored People, jehož časopis The Crisis posléze vedl. K jeho nejznámějším knihám patří sbírka politických esejů The Souls of Black Folk z roku 1903 a odborná historická práce Black Reconstruction in America z roku 1935. Hlásil se k socialismu, věřil totiž, že rasismus je produktem kapitalismu. Byl též příznivcem panafrického hnutí a vyzýval černošské Američany k návratu do Afriky, což sám též učinil – zemřel v Ghaně, kam ho pozval první ghanský prezident Kwame Nkrumah, s nímž se poznal na panafrickém kongresu v Manchesteru roku 1945. V 50. letech byl znám též jako bojovník za jaderné odzbrojení. V éře mccarthismu čelil perzekucím, roku 1951 mu byl zabaven pas, vrácen mu byl až roku 1960, poté ihned odjel do Ghany. Roku 1963 mu USA odmítly pas obnovit, a tak přijal ghanské občanství. Zemřel den před historickým Pochodem na Washington za práci a svobodu, na známém shromáždění před Lincolnovým památníkem za něj drželo 200 000 aktivistů minutu ticha.

## Du Boisova sociologie
Přestože byl Du Boisův přínos pro sociologii kvůli jeho afroamerickému původu po dekády opomíjen a jeho objevy zastiňovala zejména chicagská škola, nyní je považován za jednoho z prvních vědeckých sociologů v USA a jsou mu přiznávány zásluhy za založení vůbec první americké vědecké školy sociologie.
Směřování Du Boisova výzkumu formovala jeho zkušenost jako Afroameričana, a jeho ústřední téma, kterým se zabýval po celý život, tedy představovala rasová nerovnost v USA. Du Boisovo sociologické myšlení také značně ovlivnilo působení na univerzitě v Berlíně, jejíž profesor, Gustav von Schmoller, ho inspiroval svým interdisciplinárním přístupem ke společenským vědám. Mezi lety 1896 až 1897 provedl svůj nejznámější sociologický výzkum The Philadelphia Negro, který je považován za první vědeckou analýzu rasy. Roku 1897 zahájil svoje působení na historicky afroamerické univerzitě v Atlantě, kde stál u zrodu první sociologické laboratoře. Sociologická laboratoř při Atlantské univerzitě pod Du Boisovým vedením razila cestu empirickému výzkumu s využitím induktivní metody, při kterém v praxi nasbíraná data byla využita k tvorbě sociologických koncepcí. Prováděný výzkum se zaměřoval na porozumění „rasového problému“ a snažil se dodat důkazy, které by pomohly odstranit rasismus z americké společnosti.
Snahy připoutat pozornost k problému rasismu dovedly Du Boise ke skloubení vědeckého působení a aktivismu, což z něj postupně udělalo postavu prominentního veřejného intelektuála. Du Bois se však sociologii věnovat nepřestal – během 30. letech se znovu na univerzitě v Atlantě zabýval marxismem a jeho aplikací na výzkum podmínek Afroameričanů.

### Rasový problém
Svému stěžejnímu tématu, rasové nerovnosti v USA, se Du Bois věnoval v četných sociologických výzkumech, pracích, knihách a esejích. Hledal zde odpovědi na sociální problémy afroamerické komunity, kterými byly extrémní chudoba, omezený přístup ke vzdělání, zločinnost a celá řada dalších, které souhrnně označoval jako „Negro problems“ nebo „rasový problém“. To, jak klíčová byla pro Du Boise rasová otázka, dobře ilustruje úvod knihy The Souls of Black Folk, kde píše, že „problém dvacátého století je problém rasové nerovnosti (the problem of the twentieth century is the problem of the color-line)“ .
V souvislosti se sociálním dopadem rasové nerovnosti rozvinul klíčový pojem „double consciousness“ (dvojaké vědomí), který poprvé představil v eseji Strivings of Negro People. Teorie dvojakého vědomí je jedna z prvních sociologických teorií zabývajících se koncepcí „self“ a je tvořena aspekty závoje (veil), dvojakosti (twoness) a druhého vidění (second-sight). Afroameričané podle Du Boise nosí metaforický závoj, na který bílý Američané projektují svoje negativní konstrukce o osobnostech Afroameričanů. To způsobuje, že pravé osobnosti nositelů závoje jsou v podstatě neviditelné.
Dvojakost spočívá v konfliktu mezi identitou a rolí Afroameričanů v bělochy dominované americké společnosti, která Afroameričany nepovažuje za plnohodnotné spoluobčany. Afroameričané tak usilují o dva protichůdné cíle – být věrni afroamerické komunitě a její kultuře a být uznáni bílou Amerikou, která však afroamerickou kulturu považuje za podřadnou.
Aspekt druhého vidění je schopnost potlačovaných jedinců „pohlédnout za závoj“, tedy uvědomit si struktury rasismu a diskriminace, které určují jejich postavení ve společnosti. Du Bois toto rozvíjí ve svém eseji Of the Meaning of Progress a fiktivním příběhu Of the Coming of John v Souls of Black Folk . Podle Du Boisovy teorie je míra uvědomění rasové diskriminace mezi jednotlivými Afroameričany různá podle toho, jak moc je jejich vnímání světa omezeno závojem. Zároveň se druhé vidění objevuje pouze u lidí s touhou se vzdělávat .

### Kapitalismus
Du Bois se ve své práci dále věnoval kapitalismu. Zde byla pro jeho teorie základem Marxova analýza kapitalistického systému, Du Bois ji však ve své aplikaci na americkou a globální koloniální společnost upravil a rozvinul s podstatnými rozdíly. V článku Marxism and the Negro Problem z roku 1933 Du Bois popisuje situaci afroamerické dělnické třídy ve Spojených státech. Ta je v rozporu s Marxovou teorií potlačována nejen třídou kapitalistů, ale také bílým proletariátem, který sehrává klíčovou roli v diskriminaci Afroameričanů v oblasti volebního práva, vzdělání, a hlavně členství v odborech. Bílá dominantní skupina dělníků tak činí, protože potlačení afroamerických dělníků udržuje jejich mzdy a životní úroveň vyšší. Takto Du Bois ukazuje, že kromě třídního uspořádání je v americkém kapitalistické společnosti rozhodující také aspekt rasy.
Du Bois také zkoumal kapitalismus v perspektivě kolonialismu a globální rasové nerovnosti . Z Du Boisova pohledu jsou koloniální exploatace a rasismus důležitými strukturálními prvky kapitalistického systému. Toto brání Marxem hlásanému spojení mezinárodního proletariátu, jelikož, podobně jako v případě americké společnosti, hraje bílý proletariát důležitou roli právě ve vykořisťování dělníků v koloniích. Sociologicko-historickým přístupem v knize Black Reconstruction pak konkrétně na americkém případě ukazuje stát jako nástroj bílé buržoazie a bílého proletariátu, tedy převládající rasové skupiny, pro společnou politickou dominanci nad Afroameričany  . Hlavním přínosem Du Boise k Marxově teorii je tedy analýza rasismu jakožto klíčového aspektu kapitalistického systému.

### Odborné práce
- The Study of the Negro Problems (1898)
- The Philadelphia Negro (1899)
- The Negro in Business (1899)
- The Souls of Black Folk (1903)
- Voice of the Negro II (1905)
- John Brown: A Biography (1909)
- Efforts for Social Betterment among Negro Americans (1909)
- Atlanta University's Studies of the Negro Problem (1897–1910)
- The Negro (1915)
- The Gift of Black Folk (1924)
- Africa, Its Geography, People and Products (1930)
- Africa: Its Place in Modern History (1930)
- Black Reconstruction in America (1935)
- What the Negro Has Done for the United States and Texas (1936)
- Black Folk, Then and Now (1939)
- Color and Democracy: Colonies and Peace (1945)
- The Encyclopedia of the Negro (1946)
- The World and Africa (1946)
- The World and Africa, an Inquiry into the Part Which Africa Has Played in World History (1947)
- Peace Is Dangerous (1951)
- I Take My Stand for Peace (1951)
- In Battle for Peace (1952)
- Africa in Battle Against Colonialism, Racialism, Imperialism (1960)

### Autobiografie
- Darkwater: Voices From Within the Veil (1920)
- Dusk of Dawn: An Essay Toward an Autobiography of a Race Concept (1940)
- The Autobiography of W. E. Burghardt Du Bois, (1968)

### Próza
- The Quest of the Silver Fleece (1911)
- Dark Princess: A Romance (1928)
- The Ordeal of Mansart (1957)
- Mansart Builds a School (1959)
- Worlds of Color (1961)